# 베니싱 (2010년 영화)
《베니싱》(Vanishing On 7th Street)은 미국에서 제작된 브래드 앤더슨 감독의 2010년 공포, 미스터리, 스릴러 영화이다. 헤이든 크리스텐슨 등이 주연으로 출연하였고 토브 크리스텐슨 등이 제작에 참여하였다.

## 출연

### 주연
- 헤이든 크리스텐슨
- 탠디 뉴튼
- 존 레귀자모

### 조연
- 제이콥 라티모어
- 테일러 그루서스

## 기타
- 공동제작: 조이 굿윈
- 라인프로듀서: 피터 패스토렐리
- 협력프로듀서: 닉 마셜
- 협력프로듀서: 조 슈레이스
- 조감독: 토머스 파톤
- 조감독: 패트릭 기븐스
- 조감독: 킴 톰슨
- 미술: 스티븐 베아트리스
- 세트: 셀리나 반 든 브링크
- 의상: 다니엘 홀로웰
- 분장부문: 콜린 캘러헌
- 분장부문: 제시카 Y. 헤르난데즈
- 분장부문: 퍼즈폰 카라코스타
- 분장부문: 제네트 모리어티
- 배역: 매튜 레샐
- 프로덕션매니저: 파멜라 허쉬